# Rhytiphora argenteolateralis
Rhytiphora argenteolateralis är en skalbaggsart som beskrevs av Mckeown 1948. Rhytiphora argenteolateralis ingår i släktet Rhytiphora och familjen långhorningar. Inga underarter finns listade i Catalogue of Life.